# Meseta Fraser
La meseta Fraser es una meseta intermontana. Es una de las principales subdivisiones de la meseta Interior ubicada en el interior central de la Columbia Británica .

## Geografía
La región incluye la meseta Cariboo y la meseta de Chilcotin, y las cordilleras adyacentes Marble, Clear y Camelsfoot en su borde suroeste.
Se define como situada entre el río Bonaparte en su sureste, más allá del cual se encuentra la meseta Bonaparte o Kamloops, parte de la meseta Thompson, y por una línea formada por los ríos Dean y West Road en su noroeste (la meseta Nechako se encuentra al norte del West Road).
También se incluyen en la meseta Fraser las cordilleras Itcha e Ilgachuz y la cordillera Rainbow adyacente, que linda con las montañas de la Costa.

## Geología
La meseta Fraser consiste en lava basáltica del Grupo Chilcotin, un grupo de rocas volcánicas relacionadas que es casi paralelo a la meseta Fraser.